# Retrato del Sr. y la Sra Manet
El Retrato del señor y la señora Manet es una pintura de Édouard Manet de 1860.

## Descripción
Ante un fondo neutro, a media figura, se representa a los padres del artista: a la izquierda, sentado, Auguste Manet (1797-1862), sexagenario jubilado, ex alto funcionario (se observa la condecoración adosada a la solapa de su abrigo; había sido magistrado, consejero de la corte), y detrás a la derecha, de pie, sosteniendo una canasta llena de ovillos e hilos de lana, su esposa Madame Manet (1811-1895), nacida Eugénie Désirée Fournier.
Abajo a su izquierda, frente a ellos, se distingue en la esquina de una mesa cubierta con una tela, un trabajo para tejer y un pequeño misal con las páginas marcadas. Los dos, vestidos de negro, tienen los ojos bajos y parecen un poco tristes (según Jacques-Emile Blanche, un amigo de Madame Manet habría dicho: "parecen dos conserjes").
Este cuadro fue presentado por primera vez al público parisino durante el Salón de 1861, al mismo tiempo que El cantante español.
Aunque las obras de Manet a menudo desconcertaron y fueron mal recibidas, este lienzo, sin embargo, de una artesanía bastante sabia, fue visto positivamente, lo que ayudó a tranquilizar a los padres del artista, que temían que su hijo se hubiera equivocado de camino al renunciar definitivamente a ingresar en la Escuela Naval o a estudiar Derecho.

## Historia
Su primer propietario fue Eugène Manet, hermano del pintor. Luego, pasó a manos de la hija de este último, Julie Manet, esposa de Ernest Rouart. En 1977, diez años después de la muerte de Julie, la familia Rouart-Manet lo donó al Estado francés, que en 1985 lo destinó al Museo de Orsay, separado de las colecciones de la Galería Nacional del Juego de Palma.